# Zamarada lepta
Zamarada lepta är en fjärilsart som beskrevs av Fletcher 1974. Zamarada lepta ingår i släktet Zamarada och familjen mätare. Inga underarter finns listade i Catalogue of Life.